# Heeze, Leende en Zesgehuchten
XIIe siècle – 1334
Entités suivantes :
- Duché de Brabant

Heeze, Leende et Zesgehuchten était une seigneurie, située dans la province de Brabant-Septentrional, aux Pays-Bas, au sud d'Eindhoven. Elle englobait les villages de Heeze, Leende et Zesgehuchten.

## Histoire
Heeze, Leende et Zesgehuchten font partie des propriétés ecclésiastiques de l'abbaye d'Echternach jusqu'à la fin du XIIe siècle. Le premier seigneur de Heeze mentionné est Herbertus qui vend le domaine en alleu de Sterksel à l'abbé d'Averbode en 1172.
En 1334, la seigneurie est incorporée au duché de Brabant, en échange du château de Gaesbeek près de Bruxelles. Le seigneur séjournait au château d'Eymerick et, plus tard, au château de Heeze, construit à proximité. La seigneurie est possédée par les van Hoorne jusqu'en 1615, les Renesse jusqu'en 1659, les van Snoeckart van Schaumburgh jusqu'en 1732 et les Holbach jusqu'en 1760, François Adam d'Holbach ayant acheté la seigneurie pour 205 000 gulden. Le château de Heeze est habité, depuis 1760, par la famille van Tuyll van Serooskerken. Plusieurs membres de cette famille ont occupé des postes publics importants, notamment le baron Sammy van Tuyll van Serooskerken.
Un décret impérial du 14 mai 1810 divise la seigneurie en trois communes indépendantes, Heeze, Leende et Zesgehuchten.
La municipalité de Zesgehuchten est supprimée le 1er mai 1923 et son territoire rattaché à Geldrop. En 1972, la partie occidentale de Zesgehuchten, y compris le hameau de Riel, est détaché de Geldrop et rattachée à Eindhoven. Heeze et Leende sont des communes indépendantes jusqu'au 1er janvier 1997. À cette date, elles fusionnent pour former la nouvelle commune de Heeze-Leende.
La liste des seigneurs et des dames de Heeze (nl) comprend de nombreux nobles bien établis dont l'importance n'est pas seulement locale.